# Saturn Award du meilleur son
Le Saturn Award du meilleur son (Saturn Award for Best Sound) est une récompense cinématographique décernée en 1979 par l'Académie des films de science-fiction, fantastique et horreur (Academy of Science Fiction Fantasy & Horror Films).

## Palmarès
Note : L'année indiquée est celle de la cérémonie, récompensant les films sortis au cours de l'année précédente.

### Années 1970
- 1979 : Art Rochester, Mark Berger et Andy Wiskes pour L'Invasion des profanateurs